# Чернов, Александр Николаевич
Александр Николаевич Чернов (1928—1981) — советский передовик производства, расточник Ульяновского радиолампового завода МРП СССР. Герой Социалистического Труда (1971).

## Биография
Родился 4 сентября 1928 года в селе Коржевка Ульяновского округа Средне-Волжской области в рабочей семье.
С 1934 по 1939 годы семья А. Н. Чернова жила в городе Петропавловск Казахской ССР, с 1939 года снова жили в селе Коржевка. С 1942 года в период Великой Отечественной войны после окончания семи классов Коржевской сельской школы начал свою трудовую деятельность в колхозе имени А. А. Жданова села Коржевка.
С 1945 по 1946 годы обучался в Ульяновской школе фабрично-заводского обучения, по окончании которого получил специальность — слесаря-инструментальщика. С 1946 года начал работать слесарем-инструментальщиком и расточником на Ульяновском автомобильном заводе.
С 1951 года призван в ряды Советской армии. В 1954 году после демобилизации вернулся на Ульяновский автомобильный завод и продолжил работать расточником. С 1955 по 1958 годы работал мастером по измерительному инструменту и старшим мастером цеха на различных предприятиях Польской Народной Республики. С 1958 года работал расточником на Ульяновском радиоламповом заводе Министерства радиопромышленности СССР, был новатором производства и рационализатором, избирался членом партийного комитета завода.
26 апреля 1971 года Указом Президиума Верховного Совета СССР «за выдающиеся успехи в выполнении пятилетнего плана, создании новой техники и развитии электронной промышленности» Александр Николаевич Чернов был удостоен звания Героя Социалистического Труда с вручением Ордена Ленина и золотой медали «Серп и Молот».
С 1972 года был членом Ульяновского городского комитета КПСС и с 1975 года избирался депутатом Ульяновского областного Совета депутатов трудящихся.
Умер 22 февраля 1981 года в Ульяновске, похоронен на Северном кладбище города Ульяновска.

## Награды
- Медаль «Серп и Молот» (26.04.1971)
- Орден Ленина (26.04.1971)
- Почётный радист СССР